# 2010 en France
Chronologie de la France
- 2006
- 2007
- 2008
- 2009
- 2010
- 2011
- 2012
- 2013
- 2014

Cette page présente les faits marquants de l'année 2010 en France. Voir aussi 2010 dans la France d'outre-mer.

## Évènements généraux
- Grippe A (H1N1) de 2009-2010 en France
- Débat sur la réforme des retraites.
- L'été 2010 est marquée par l'affaire Bettencourt.

## Chronologie

### Janvier
- Dimanche 3 janvier 2010 : le journal Le Parisien révèle que le ministère de la Santé cherche à revendre à l'étranger une partie des doses de vaccins anti-grippe non utilisées lors de l'opération de vaccination générale de la population. Le lendemain, la ministre, Roselyne Bachelot annonce avoir résilié les commandes supplémentaires pour 50 millions de doses.
- Jeudi 7 janvier 2010 : mort de Philippe Séguin (66 ans), ancien député des Vosges (1978-2002), ancien maire d'Épinal (1983-1997), ancien ministre (1986-1988), ancien président de l'Assemblée nationale (1993-1997) et depuis 2002, premier président de la Cour des comptes. Le 11, funérailles nationales aux Invalides.
- Dimanche 10 janvier 2010 : Martinique et Guyane : Référendums locaux sur le renforcement de l'autonomie[1], le « non » l'emporte à 69,8 % en Guyane et à 78,9 % en Martinique.
- Lundi 11 janvier 2010 : mort du cinéaste Éric Rohmer (89 ans).
- Mardi 12 janvier 2010 : deux soldats français sont tués en Afghanistan.
- Jeudi 14 janvier 2010 : un soldat français est tué en Afghanistan.
- Dimanche 17 janvier 2010' : référendums locaux sur la fusion département-région, le « oui » l'emporte à 57,49 % en Guyane et à 68,3 % en Martinique.
- Mardi 19 janvier 2010 : le nouveau patron d'EDF, Henri Proglio reste président non exécutif de Veolia et cumule ses deux salaires. Le 21, face au scandale suscité, il annonce renoncer au salaire de Veolia.
- Jeudi 21 janvier 2010 : mort de Jacques Martin (88 ans), auteur de bandes dessinées et créateur en 1948 d'Alix le Gaulois.
- Vendredi 22 janvier 2010 : cent vingt trois migrants clandestins sont découverts sur une plage de la pointe sud de Corse. Ils se disent Kurdes originaires de Syrie.
- Jeudi 28 janvier 2010, affaire Clearstream : Imad Lahoud et Jean-Louis Gergorin sont condamnés à 3 ans de prison, Dominique de Villepin est relaxé.

### Février
- Mardi 2 février 2010 : Arrêt de la télévision analogique en Alsace et passage au tout numérique.
- Vendredi 12 février 2010 au dimanche 28 février 2010 : au cours des Jeux olympiques d'hiver 2010 à Vancouver, l'équipe de France remporte 11 médailles.
- dimanche 28 février 2010 : passage de la tempête Xynthia en France, ravageant les côtes atlantiques et faisant au moins 51 morts et 8 disparus, dans les zones construites en zones littorales submersibles. Le lendemain, le président Sarkozy se rend en Vendée et en Charente-Maritime.

### Mars
- Élection de l'Assemblée de Corse[2]
- Lundi 1er mars 2010 : 
  - visite officielle, jusqu'au 3, du président russe Medvedev à Paris pour l'inauguration de l'exposition « Sainte Russie » au musée du Louvre. Il rencontre le président Sarkozy au sujet de l'achat par la Russie de 4 navires militaires « Mistral » et de la position diplomatique russe sur le dossier iranien ;
  - entrée en vigueur de la question prioritaire de constitutionnalité.
- Dimanche 7 mars 2010 : trentième anniversaire du naufrage du Tanio.
- Vendredi 12 mars 2010 au Dimanche 21 mars 2010 : jeux paralympiques d'hiver de 2010 à Vancouver; l'équipe de France remporte six médailles.
- Samedi 13 mars 2010 : mort du chanteur Jean Ferrat (79 ans).
- Dimanche 14 mars 2010 : premier tour des élections régionales[2] avec une abstention record de 53,64 %.
- Mardi 16 mars 2010 :
  - accords pour le second tour des élections régionales entre le PS-PRG-PRC (29,14 %), Europe-Écologie (12,18 %) et le Front de gauche (5,94 %) ;
  - un policier est tué par un membre de l'ETA près de Dammarie-lès-Lys. Le groupe parvient à s'enfuir.
- Jeudi 18 mars 2010 : Simone Veil est reçue à l'académie française au fauteuil de Pierre Messmer.
- Dimanche 21 mars 2010 : second tour des élections régionales avec une abstention de 48,9 % et 4,59 % blancs ou nuls : l'alliance PS-PRG-MRC, Europe-Écologie et Front de gauche obtient 54,1 % des voix et 23 régions sur 26, l'UMP-Nouveau-Centre obtient 35,38 % et 3 régions. De son côté le FN obtient 17,5 %, mais en moyenne dans les 12 régions sur 22 où il était encore en lice.
- Lundi 22 mars 2010 : petit remaniement ministériel : départ de Xavier Darcos (travail) remplacé par Éric Woerth, lui-même remplacé au Budget par François Baroin. Georges Tron est nommé à la Fonction publique et Marc-Philippe Daubresse est nommé à la Jeunesse et aux Solidarités actives en remplacement de Martin Hirsch.
- Mardi 23 mars 2010 :
  - grève contre la réforme française des retraites de 2010
  - le premier ministre François Fillon annonce la suspension de la taxe carbone.
- Jeudi 25 mars 2010 : l'ancien premier ministre, Dominique de Villepin, annonce le prochain lancement d'un nouveau mouvement politique.
- Dimanche 28 mars 2010 :
  - première application de la loi sur les violences en bande du 2 mars 2010 lors d'une manifestation anti-carcérale à Paris ;
  - centième anniversaire du décollage du premier hydravion, par Henri Fabre depuis l’étang de Berre près de Marseille.
- Lundi 29 mars 2010 :
  - Nicolas Hulot abandonne le Grenelle de l'environnement ;
  - le président Sarkozy propose Jeannette Bougrab à la présidence de la Halde en remplacement de Louis Schweitzer.
- Mardi 30 mars 2010 :
  - Nicolas Sarkozy est en visite officielle à Washington;
  - le Conseil d'État estime qu'une interdiction générale et absolue du port du voile islamique intégral « ne pourrait trouver aucun fondement juridique incontestable ».

### Avril
- À partir du 14 avril : trafic aérien paralysé pendant quelques jours en raison de l'éruption de l'Eyjafjöll.

- 17 avril 2010 (samedi) : après 14 ans d'absence, retour sur scène de Dorothée pour 4 concerts uniques à L'Olympia.
- 28 avril 2010 (mercredi) :
  - mort de l'écrivain, diplomate et académicien, Pierre-Jean Rémy (73 ans) ;
  - début de la visite officielle du président Nicolas Sarkozy en Chine pour trois jours, où, le 30, il assiste à l'inauguration de l'exposition universelle.
- 30 avril 2010 (vendredi) : le sénateur Charles Pasqua, ancien ministre de l'Intérieur, condamné à un an de prison avec sursis dans le cadre de trois affaires de corruption.

### Mai
- Mercredi 5 mai 2010 :
  - La Cour d'appel de Paris rejette la demande d'extradition vers les États-Unis d'un ingénieur iranien, Majid Kakavand, arrêté en vertu d'un mandat d'arrêt international l'accusant de trafics illégaux de technologie sensible. Dès le lendemain, il regagne Téhéran. Le 16 mai, la française Clotilde Reiss, libérée la veille, est de retour en France. Le 18, le tribunal d'application des peines ordonne la libération de Vakili Rad, le meurtrier en 1991 du Chapour Bakhtiar, l'ancien premier ministre du chah. Il est immédiatement expulsé vers Téhéran.
  - Prolongement est de la ligne 1 du métro de Marseille jusqu'à la Fourragère.
- Lundi 17 mai 2010 : mort de François Ceyrac (97 ans), ancien président du patronat français (CNPF) de 1972 à 1982.
- Mercredi 19 mai 2010 : mort de Robert Laffont (93 ans), éditeur littéraire.
- Jeudi 20 mai 2010 : la poursuite du gang de Rédoine Faïd sur l'autoroute A4 tourne au drame près de Villiers-sur-Marne. Une jeune femme policier, Aurélie Fouquet, est tuée d'un tir de kalachnikov et cinq autres personnes sont blessées dont un automobiliste grièvement.
- Dimanche 23 mai 2010 : clôture du Festival de Cannes 2010. La palme d'or est attribuée au Thaïlandais Apichatpong Weerasethakul pour Oncle Boonmee, celui qui se souvient de ses vies antérieures.
- Mardi 25 mai 2010 : le ministre du travail, Éric Woerth annonce le recul de l'âge légal du départ à la retraite. Dès le lendemain débute le Mouvement social contre la réforme des retraites en France de 2010.
- Jeudi 28 mai 2010 : la France est choisie pour l'organisation du Championnat d'Europe de football 2016.
- Lundi 31 mai 2010 : ouverture à Nice du 25e sommet franco-africain.

### Juin
- 8 juin : la Bretagne passe au numérique.
- 9 juin : orage de grêle en Franche-Comté, à Montbéliard, causant de nombreux dégâts matériels (toitures, etc.). L'usine Peugeot a été en conséquence contrainte à interrompre la production des 308, 3008 et 5008.
- 15 juin : crues exceptionnelles dans le département du Var de la Nartuby et de l'Argens causant la mort de plus de 25 personnes dans la région de Draguignan.
- 16 juin : début de l'affaire Bettencourt. Le site Mediapart publie des enregistrements pirates réalisés entre mai 2009 et mai 2010 par le maître d'hôtel de la milliardaire, héritière de la fortune du groupe L'Oréal, Mme Bettencourt. Ils suggèrent la possible existence d'opérations financières destinées à échapper au fisc, d'immixtions de l'Élysée dans la procédure judiciaire, ainsi que des liens intéressés entre la milliardaire, le ministre du Travail Éric Woerth et son épouse Florence, qui travaille pour la société gérant la fortune Bettencourt.
- 24 juin : grève contre la réforme française des retraites de 2010.

### Juillet
- 3 juillet au 29 août : Rouen impressionnée dans le cadre de Normandie impressionniste avec l'exposition « Une ville pour l'impressionnisme : Monet, Pissarro et Gauguin à Rouen » et l'œuvre « Camille » d'Arne Quinze
- Tour de France 2010
- Discours de Grenoble par le président Nicolas Sarkozy

### Août
- 11 août : début du mois de ramadan durant lequel environ 70 % des cinq millions de musulmans de France jeûnent en signe de piété.

### Septembre
- 1er septembre : publication du Manifeste d'économistes atterrés par Philippe Askenazy , Thomas Coutrot, André Orléan et Henri Sterdyniak.
- 7 septembre : grève contre la réforme française des retraites de 2010.
- 18 septembre : le français Philippe Croizon, amputé des deux bras et des deux jambes, traverse la Manche à la nage[3].
- 23 septembre : grève contre la réforme française des retraites de 2010.

### Octobre
- 2 au 25 octobre : Grève contre la réforme française des retraites de 2010.
- 11 octobre : vote de la loi interdisant la dissimulation du visage dans l'espace public. Son adoption s'est faite au terme d'une intense polémique dans les milieux chrétiens, musulmans et juifs qui y voient une atteinte grave aux libertés fondamentales.

### Novembre
- 11 novembre :
  - Nicolas Sarkozy commémore l'armistice et inaugure une plaque à la mémoire des lycéens ayant commémoré ce même jour en 1940 ;
  - cérémonie d'ouverture du G20 de Séoul qui doit traiter de la « guerre des monnaies » entre la Chine et les États-Unis d'Amérique.
- 13 novembre : François Fillon ainsi que son gouvernement démissionnent.
- 14 novembre : remaniement ministériel, François Fillon est renommé premier ministre et reforme un gouvernement.
- 16 novembre : passage au numérique pour la Franche-Comté.

### Décembre
- Tout au long du mois, d'abondantes chutes de neige perturbent les transports[4].
- 16 décembre : inauguration de l'A65 dans le sud-ouest.
- 29 décembre : Projet de loi de finances pour 2011.
  - Réduction du déficit de 7,7 % à 6 %.
  - Croissance estimée à 2 %.
  - Suppression de 31 638 postes dans la fonction publique d’État.
  - Réduction des niches fiscales pour 9,4 milliards d'euros.
  - Hausse des prélèvements de 41,9 à 42,9 % du PIB.

## Culture

### Littérature

#### Romans
- Prix Goncourt : Michel Houellebecq (né en 1956), La Carte et le Territoire
- Prix Renaudot : Virginie Despentes (née en 1969) Apocalypse bébé
- Prix Merlin : Le Donjon de Naheulbeuk : l'Orbe de Xaraz
- Amélie Nothomb : Une forme de vie
- Bernard Werber : Le Rire du cyclope

#### Bandes dessinées
- Christian Binet : Les Bidochon n'arrêtent pas le progrès

#### Biographies et souvenirs
- Íngrid Betancourt : Même le silence a une fin
L'auteur avait fait la une des journaux en juillet 2008 lorsqu'une opération militaire en Colombie lui avait rendu la liberté (voir Opération Jaque)
- Marie-Christine Barrault : Ce long chemin pour arriver jusqu'à toi
- Marie Billetdoux : C'est encore moi qui vous écris (1968-2008)
- Évelyne Bloch-Dano : Le Dernier Amour de George Sand
- Laurent Bouzereau : Hitchcock, pièces à conviction
- Jean-Laurent Cochet : Sacha Guitry
- Alain Decaux : Dictionnaire amoureux de Alexandre Dumas, dessins d'Alain Bouldouyr
- Michèle Fitoussi : Helena Rubinstein, la femme qui inventa la beauté
- Jean-Pierre Marielle : Le Grand N'importe quoi, autobiographie, éd. Calmann-Lévy.

#### Essais
- Élisabeth Badinter : Le Conflit, la femme et la mère. La liberté des femmes face à la maternité et l'allaitement.
- Yves Bonnefoy : Genève, 1993, et Pensées d'étoffe ou d'argile aux Carnets de l'Herne (23 avril) ; La communauté des critiques, PU Strasbourg (26 avril) ; L'inachevable - Entretiens sur la poésie 1990-2010, Albin Michel (1er septembre) ; Le Lieu d'herbes (9 septembre) ; Le siècle où la parole a été victime
- Pascal Bruckner : Le Mariage d'amour a-t-il échoué ?
- Charles Dantzig : Pourquoi lire !, éd. Grasset.
- Dan Franck : Minuit
- Philippe d'Iribarne : Les immigrés de la République : Impasses du multiculturalisme
- Jean-Marc Mandosio, Longévité d'une imposture : Michel Foucault, suivi de Foucaultphiles et foucaulâtres
- Jean-Pierre Thiollet : Bodream ou rêve de Bodrum
- Mathieu Terence : Présence d'esprit

### Cinéma

#### Films français sortis en 2010
- 20 janvier : Gainsbourg, vie héroïque, film de Joann Sfar.
- 27 janvier : Le Baltringue, film de Cyril Sebas.
- 10 mars : La Rafle, film de Roselyne Bosch.
- 17 mars : L'Arnacœur, film de Pascal Chaumeil.
- 21 avril : Camping 2, film de Fabien Onteniente.
- 16 juin :  Fatal, film de Michaël Youn.
- 8 septembre : Des hommes et des dieux, de Xavier Beauvois.
- 20 octobre : Les Petits Mouchoirs, film de Guillaume Canet.
- etc.

Les petits mouchoirs, Camping 2 et L'Arnacœur sont les premiers films français du box-office français pour 2010.

#### Autres films sortis en France en 2010
- 10 mars : Le Rêve italien (Il grande sogno), film italien de Michele Placido
- 24 mars : Alice au pays des merveilles (Alice in Wonderland), film américain de Tim Burton.
- 28 avril : Iron Man 2, film américain de Jon Favreau.
- 30 juin : Shrek 4, film d'animation américain de Mike Mitchell.
- 14 juillet : Toy Story 3, film d'animation américain de Lee Unkrich.
- 21 juillet : Inception, film américano-britannique de Christopher Nolan ; Le Premier qui l'a dit (Mine vaganti), film italien de Ferzan Özpetek
- 22 septembre : Amore (Io sono l'Amore), film italien de Luca Guadagnino.
- 19 novembre : Harry Potter et les Reliques de la Mort
- Et bien d'autres…

Harry Potter et les Reliques de la Mort, Inception et Shrek 4 ont pris la tête du box-office français des films étrangers pour 2010 (en nombre d'entrées).

#### Prix et récompenses
- César du meilleur film : Un prophète, de Jacques Audiard
- Prix Jean-Vigo : Un poison violent de Katell Quillévéré

## Sport en France en 2010
- France aux Jeux olympiques d'hiver de 2010
- France aux Jeux paralympiques d'hiver de 2010
- Du 23 au 29 août : Championnats du monde de badminton 2010 au Palais omnisports Paris Bercy
- Du 4 au 13 novembre : Championnats du monde d'escrime 2010 à Paris

## Décès en 2010

### Janvier
- 3 janvier : Tibet, 78 ans, dessinateur et scénariste de bandes dessinées. (° 29 octobre 1931)
- 5 janvier : Bernard Le Nail, 63 ans, écrivain. (° 1946).
- 7 janvier : Philippe Séguin, 66 ans, homme politique[7]. (° 21 avril 1943)
- 10 janvier : Mano Solo, chanteur[8]
- 11 janvier : Éric Rohmer, réalisateur de cinéma.
- 20 janvier : Cathy Sarraï, animatrice de télévision (Super Nanny sur la chaine M6)
- 21 janvier : Maxime Leroux, 58 ans, acteur français.
- 23 janvier : Roger Pierre, acteur[9]
- 31 janvier : Pierre Vaneck, acteur[10]

### Février
- 3 février : Georges Wilson, 88 ans, acteur et metteur en scène[11]. (° 16 octobre 1921)

### Mars
- 6 mars : Roger Gicquel, présentateur télévisé[12]
- 7 mars : Patrick Topaloff, acteur, chanteur, comique[13]
- 8 mars : Guy Lapébie, Cycliste, champion olympique en 1936[14]
- 13 mars : Jean Ferrat, Chanteur, à l'âge de 79 ans [15]
- 24 mars : Raymond Terracher Homme politique français
- 28 mars :
  - Linda William' Chanteuse française
  - Catherine Pibarot Ancienne handballeuse française
- 29 mars : Jacques Dacqmine Comédien français.
- 30 mars : Jean Boillot Ancien Président d'Automobiles Peugeot
- 31 mars : Claude Tchou éditeur

### Avril
- 3 avril : Alain de Chambure : musicien, ingénieur et homme de radio
- 21 avril : France Pejot : résistante française, mère de Jean Michel Jarre

### Mai
- 1er mai : Patrick Raynal, humoriste français
- 9 mai : Raymond Bouchex, archevêque émérite d'Avignon
- 14 mai : Jean Robinet, écrivain français
- 16 mai : Philippe Bertrand, dessinateur de bande-dessinée, illustrateur et auteur français
- 17 mai :
  - Yvonne Loriod, pianiste française, veuve d'Olivier Messiaen
  - François Ceyrac, président du Conseil national du patronat français de 1972 à 1981
- 19 mai : Robert Laffont, 93 ans, éditeur littéraire français, fondateur des éditions Robert Laffont. (° 30 novembre 1916)
- 31 mai : Louise Bourgeois Artiste sculpteur

### Juin
- 10 juin : Ginette Garcin, 82 ans, actrice[16]. (° 4 janvier 1928)
- 11 juin : Martine Sarcey, 81 ans, comédienne[17]. (° 28 septembre 1928)
- 18 juin : Marcel Bigeard, 94 ans, militaire français (° 14 février 1916)

### Juillet
- 2 juillet : Laurent Terzieff, 75 ans, acteur et metteur en scène. (° 27 juin 1935)
- 17 juillet : Bernard Giraudeau, 63 ans, acteur, réalisateur, producteur, scénariste et écrivain. (° 18 juin 1947)

### Aout
- 31 août : Laurent Fignon, Cycliste, double vainqueur du Tour de France. (° 12 août 1960) [18]

### Septembre
- 12 septembre : Claude Chabrol, réalisateur

### Novembre
- 11 novembre : Simone Valère, comédienne
- 22 novembre : Julien Guiomar, acteur

### Décembre
- 4 décembre : Jacques Lafleur, homme politique
- 18 décembre : Jacqueline de Romilly, helléniste, écrivain et professeur, membre de l'Académie française
- 22 décembre : Jean Chamant, homme politique
- 22 décembre : Roland Dhordain, personnalité de la radio
- 27 décembre : Bernard-Pierre Donnadieu, acteur